# Peter Griesbacher

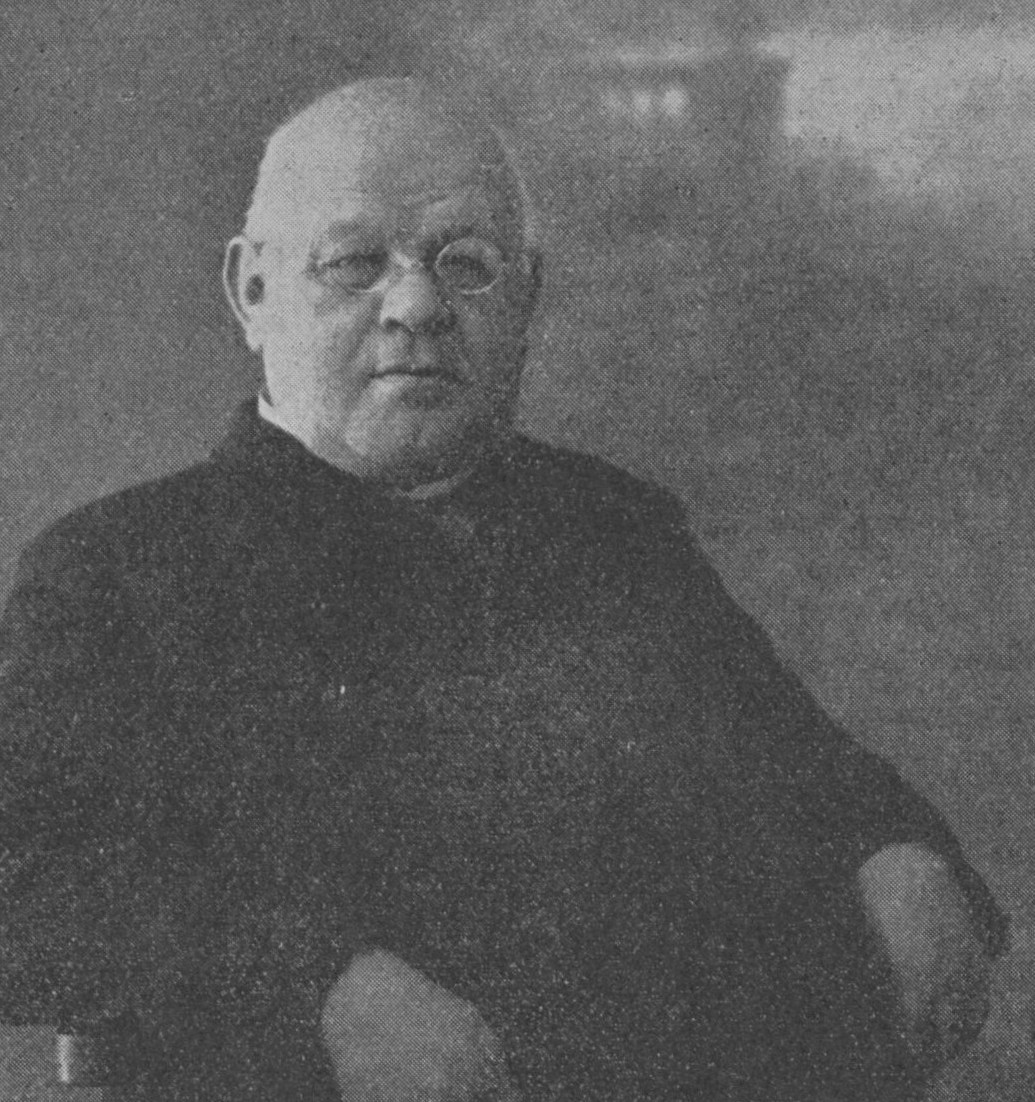
Peter Griesbacher, um 1929

Peter Griesbacher (* 25. März 1864 in Egglham; † 28. Januar 1933 in Regensburg) war deutscher Komponist, Organist und Glockensachverständiger.

## Leben
Griesbacher studierte in Passau Theologie und wurde 1886 zum Priester geweiht. Von 1894 bis 1895 war er Musikpräfekt am Studienseminar St. Emmeram in Regensburg. Sein guter Ruf als Komponist von Kirchenmusik machte ihn 1911 zum Dozenten an der Kirchenmusikschule Regensburg, wo er Kontrapunkt, Formenlehre und Stilistik lehrte. Etwa zur gleichen Zeit wurde er zum Vikar und danach zum Kanonikus am Kollegiatstift St. Johann in Regensburg ernannt. 1930 wählte ihn das Stiftskapitel zum Dekan, und Carl Thiel wurde als Nachfolger von Karl Weinmann, der zwischenzeitlich von Peter Griesbacher kommissarisch vertreten worden war, zum Direktor der Kirchenmusikschule ernannt. Griesbacher starb im Januar 1933 an Magen-Darm-Krebs.

## Werk
Griesbacher komponierte überwiegend katholische Kirchenmusik. Ausgehend vom A-cappella-Ideal des Cäcilianismus kam er über orgelbegleitete Werke zu einem „verinnerlichten Monumentalstil“ unter Einbeziehung des Orchesters, wobei die Instrumentierung meist nicht von ihm stammte. Ferner versuchte er den strengen Cäcilianerstil mit spätromantischer Harmonik zu verknüpfen, weshalb sich gerade seine späten Werke durch eine recht komplexe Tonsprache auszeichnen, von den Anhängern des Cäcilianismus allerdings heftig abgelehnt wurden. Mit Griesbacher fand die katholische Kirchenmusik am Übergang des 19. ins 20. Jahrhundert den Anschluss an zeitgenössische Entwicklungen. Er schuf etwa 250 Werke, darunter 49 Messen.
- Missa Iam sol recedit op. 1
- Passauer Dommesse, auch Missa angelica in honorem S.S. Angelorum genannt, op. 17a (1898)[1]
- Missa Mater admirabilis op. 86
- Missa in honorem Sancti Gregorii (II vocum inaequalium com. Organo) op. 90
- Gebet der Schöpfung op. 94
- Missa in honorem Sancti Godehardi op. 100 (1905)
- Missa Stella maris op. 141
- Missa in honorem Sancti Francisci de Assisi op. 217 für gemischen Chor und Orgel oder Instrumente (1921, komponiert anlässlich des 700. Jubiläums der Gründung des Dritten Ordens)
- Missa Americana op. 235
- Preludio pasquale. Präludium für Orgel (1929).[2]

## Ehrungen
- Peter-Griesbacher-Straße in Egglham
- Peter-Griesbacher-Gasse in Osterhofen
- Peter-Griesbacher-Weg in Passau
- Peter-Griesbacher-Brunnen in Pfarrkirchen
- Nach Griesbacher ist in Regensburg eine Straße im so genannten Musikerviertel am Galgenberg benannt.[3]